# 복소다양체
미분기하학에서 복소다양체(複素多樣體, 영어: complex manifold)는 국소적으로 복소 공간 {\displaystyle \mathbb {C} ^{n}}으로 간주할 수 있는 매끄러운 다양체이다.

## 정의
복소다양체 {\displaystyle (M,\{U_{\alpha }\},\{\phi _{\alpha }\}\})}는 다음과 같은 데이터로 이루어져 있다.
- 위상 공간 {\displaystyle M}
- {\displaystyle M}의 열린 덮개 {\displaystyle \{U_{\alpha }\}_{\alpha \in I}}
- 각 {\displaystyle U_{\alpha }}에 대하여, {\displaystyle \mathbb {C} ^{n}}의 열린집합 {\displaystyle \phi _{\alpha }(U_{\alpha })}으로의 위상동형사상 {\displaystyle \phi _{\alpha }\colon U_{\alpha }\to \phi _{\alpha }(U_{\alpha })}. 여기서 정수 {\displaystyle n}은 복소다양체의 차원이다. 함수족 {\displaystyle \{\phi _{\alpha }\}_{\alpha \in I}}를 좌표근방계(atlas)라고 한다.

좌표근방계는 다음 조건을 만족하여야 한다.
- {\displaystyle U_{\alpha }\cap U_{\beta }\neq \varnothing }인 {\displaystyle \alpha ,\beta }에 대하여, 함수 {\displaystyle \phi _{\alpha \beta }=\phi _{\beta }\circ \phi _{\alpha }^{-1}\colon \phi _{\alpha }(U_{\alpha }\cap U_{\beta })\to \phi _{\beta }(U_{\alpha }\cap U_{\beta })}가 정칙 함수이어야 한다. 이 함수들을 추이 사상(推移寫像,transition map)이라고 한다.

### 개복소다양체를 통한 정의
복소다양체의 개념은 개복소다양체의 특수한 경우로 정의할 수도 있다. 모든 개복소다양체 {\displaystyle M} 위에는 네이엔하위스 텐서장이라는 (1,2)차 텐서장 (접다발 값의 2차 미분 형식) {\displaystyle N_{J}}이 존재한다. 네이엔하위스 텐서장이 0인 개복소다양체를 복소다양체라고 한다.

## 예
- 복소 유클리드 공간 {\displaystyle \mathbb {C} ^{n}}은 {\displaystyle n}차원 복소다양체이다.
- 리만 곡면은 1차원 복소다양체이다.
- 에르미트 다양체, 켈러 다양체, 칼라비-야우 다양체 등은 복소다양체의 특수한 경우다.
- {\displaystyle GL(n,\mathbb {C} )}나 {\displaystyle Sp(n,\mathbb {C} )}와 같은 복소 리 군도 복소다양체이다.
- 복소수 사영 공간 {\displaystyle \mathbb {C} P^{n}}도 복소다양체를 이룬다.

## 같이 보기
- 에르미트 다양체
- 켈러 다양체
- 일반화 복소다양체